# Eurylochos
Eurylochos (Oudgrieks: Εὐρύλοχος) of Eurylochus was een verwant en een van de makkers van Odysseus.
Eurylochos was de leider van de mannen die door Kirke, de tovenares van het eiland Aiaia, in varkens werden veranderd, en waarschuwde Odysseus. Hij vergezelde Odysseus naar de onderwereld. Op het eiland Thrinakia verleidde hij de andere makkers ertoe de runderen van Helios te slachten.
Een andere Eurylochos wordt in Pseudo-Apollodoros' Bibliotheek genoemd als een van de vrijers van Penelope.